# Postum
Marcus Cassianus Latinius Postumus od 260. do 269. je bio prvi car Imperium Galliarum, koje je 260. godine nastalo od pobunjeničkih zapadnih provincija Rimskog carstva.

### Ostali projekti
|  | Zajednički poslužitelj ima stranicu o temi Postum |